# Зондгайм
Зондгайм (нім. Sondheim) — громада в Німеччині, розташована в землі Баварія. Підпорядковується адміністративному округу Нижня Франконія. Входить до складу району Рен-Грабфельд. Складова частина об'єднання громад Остгайм-фор-дер-Рен.
Площа — 18,58 км2. Населення становить 929 ос. (станом на 31 грудня 2020).